# Volo Aviaco 118
Il volo Aviaco 118 era un Sud Aviation SE 210 Caravelle operato dall'Aviaco che si schiantò nel villaggio di Montrove, in Spagna, il 13 agosto 1973, mentre tentava di atterrare all'aeroporto di Alvedro nella fitta nebbia. L'aereo si schiantò contro una fattoria abbandonata a circa 2 chilometri (1,2 miglia; 1,1 nmi) dall'aeroporto. Tutte le 85 persone a bordo perirono nello schianto e nel successivo incendio. Morì anche un abitante del villaggio.
Il volo 118 era un volo giornaliero stagionale da Madrid a La Coruña, molto favorito dai turisti. I notiziari locali indicavano che l'AV-118 era uno speciale "volo per le vacanze" gestito da Aviaco durante la stagione estiva, in modo da fornire un facile accesso alle numerose località oceaniche della Galizia.
L'aereo era decollato normalmente da Madrid alle 9:14 CEST. Dopo un viaggio tranquillo, il comandante prese contatto con la torre di controllo dell'aeroporto della Coruña alle 10:14 venendo informato della scarsa visibilità della zona in quel momento. Nonostante gli fosse stato consigliato di attendere in attesa di un primo miglioramento delle condizioni meteorologiche, l'equipaggio iniziò un primo avvicinamento alle 10:23 per verificare l'effettiva visibilità. La manovra dovette essere interrotta e l'aereo tornò a un'altitudine di 2000 metri.
Dopo un secondo avvicinamento senza successo, alle 11:20 la torre avvertì il volo 118 che si stava alzando la nebbia, che la visibilità orizzontale era aumentata a circa 1500 metri e la visibilità verticale era vicina a 300 metri. Alle 11:39, l'equipaggio riferito di aver iniziato un nuovo avvicinamento, essendo questa l'ultima comunicazione ricevuta dalla torre di controllo dell'aeroporto. Poco dopo l'aereo colpì degli eucalipti, colpì il suolo e si scontrò con una casa colonica abbandonata prima di prendere fuoco.
La collisione e l'incendio uccisero all'istante 84 degli 85 occupanti dell'aereo. L'unico sopravvissuto, trasportato all'ospedale della Coruña, morì poche ore dopo a causa delle gravi ferite riportate. Inoltre, è stata segnalata la morte di una persona a terra.
La causa ufficiale dell'incidente è stata la violazione, da parte del pilota, delle regole di sicurezza aerea atterrando in condizioni di scarsa visibilità. Questo fatto venne ritenuto ancora più grave considerando che all'aeroporto di Santiago de Compostela la visibilità era buona al momento dell'incidente, essendo distante solo 45 km.